# Трифун Иванов
 Тази статия е за революционера от ВМОРО.  За футболиста вижте Трифон Иванов.  
Трифун (Трифон) Иванов Фузески или Фузевски е български революционер, деец на Вътрешната македоно-одринска революционна организация.

## Биография
Трифун Иванов е роден през 1869 година в ресенското село Избища. В 1890 година заминава за Цариград. От 1894 година започва да събира членски внос или данък за ВМОРО в Цариград. Според една от автобиографиите си участва в Четническата акция от 1895 година, в четата на Дедо Анго. До 1899 година събира пари за македонското дело на различни места в България. През 1899 година заедно с други македоноодринци преминава около четирдесетдневно военно обучение край София, водено от Тома Давидов, Борис Сарафов, Михаил Герджиков. През същата година е изпратен от Гьорче Петров в Битоля, където е натоварен от Даме Груев да кръщава нови членове и да събира пари за ВМОРО от местни търговци и други. След като дава писмо на поп Ставре с искане да даде 20 лири, е издаден от него и арестуван от турската полиция. По делото, последвало 
Попставревата афера, е осъден на 10 години каторга.
През април 1903 година е амнистиран. Става десетар в Ресенската чета на Славейко Арсов. Отговаря за преноса на оръжие от албанска територия. Участва в Илинденско-Преображенското въстание като войвода на селската чета от Избища. Сражава се в Преспанско и край Смилево.
След разгрома на въстанието се изтегля в България, а оттам - в Сърбия. През май 1904 година се завръща в Македония с четата на Григор Соколов. Изпратен е от Петър Ацев и Григор Соколов в Преспа. Успява да устрои засада на разбойническа чета, водена от Луман от Острец и да убие водача ѝ. До есента на 1905 година действа в Преспанско и в Костурско, където участва в битки с андарти. По заповед на Панде Кляшев и Митре Влаха убива свещеника и учителя в Герман, които водят преговори с андартски чети. През есента на 1905 година поради заболяване е освободен като преспански войвода и е заменен от Дякон Евстатий. Отправя се към България, но по пътя, във Велешко, попада на засада и е ранен в ръката. Лекуван е в София. Работи в София като зарзаватчия.
През 1948 година в Народна република Македония подава молба за илинденска пенсия. В автобиография, написана далеч от правилата на македонската литературна норма, описва своето  участие в революционното движение. С решение от февруари 1950 година е определено да получава минималната пенсия от 1000 динара, поради което през септември 1951 година подава жалба и прилага нова биография. В нея е отречено участието му в Четническата акция от 1895 година.